# Corriol frontnegre
El corriol frontnegre (Elseyornis melanops) és una espècie d'ocell de la família dels caràdrids (Charadriidae) i única espècie del gènere Elseyornis. Habita rius, llacs, aiguamolls i costes d'Austràlia, Tasmània i Nova Zelanda.